# Государственное агентство гражданской авиации Азербайджана
Государственное агентство гражданской авиации Азербайджана при Министерстве цифрового развития и транспорта Азербайджанской Республики (азерб. Azərbaycan Respublikasının Rəqəmsal İnkişaf və Nəqliyyat Nazirliyi yanında Dövlət Mülki Aviasiya Agentliyi) является правительственным учреждением, отвечающим за регулирование деятельности в сфере гражданской авиации в Азербайджанской Республике.

## История
29 декабря 2006 года была  создана Государственная Администрация гражданской авиации. 12 января 2018 года Администрация была преобразована в Государственное агентство гражданской авиации. Агентство было передано в состав Министерства транспорта, связи и высоких технологий.
21 февраля 2025 года проведена реорганизация Агентства.

## Деятельность
Агентство осуществляет государственный контроль и регулирование в сфере гражданской авиации.
Государственное агентство гражданской авиации в своей деятельности руководствуется законодательством АР, международными договорами, участницей которых является страна, требованиями международных организаций гражданской авиации.
7 ноября 2024 года директор Агентства Ариф Мамедов вошёл в состав Наблюдательного совета Азербайджанского транспортно-коммуникационного холдинга («AZCON»).
12 ноября 2024 года в рамках COP29 между Агентством и ИКАО был подписан документ о партнерстве ACT-SAF по поддержке, наращиванию потенциала и обучению в области устойчивого авиационного топлива.
20 ноября 2024 года также в рамках COP29 Агентство приняло участие в дискуссии на тему «Устойчивые решения в логистике» с докладом на тему «Развитие авиационной логистики с использованием зеленых технологий: государственная политика и инициативы».

### Катастрофа Embraer E190
27 декабря 2024 года Агентство приостановило полёты из Баку в 10 городов России из-за крушения рейса Embraer E190. С 28 декабря приостановлены полёты в Минеральные Воды, Сочи, Волгоград, Уфу, Самару, Саратов, Нижний Новгород, Владикавказ для всех авиакомпаний. Делегация Агентства приняла участие в расследовании авиакатастрофы в Актау.
Директор Агентства Ариф Мамедов вошёл в состав государственной комиссии Азербайджана по расследованию катастрофы, созданной 25 декабря 2024 года.

## Структура
В состав Агентства входят: 
- Отдел авиационной безопасности
- Отдел государственного реестра и сертификации
- Управление высшей аттестационной комиссии
- Комиссия по сертификации и лицензированию субъектов гражданской авиации
- Государственная инспекция по безопасности гражданских полётов

### Основные функции Агентства
- формирование политики Азербайджанской Республики  в области гражданской авиации и реализация данной политики,
- осуществляет государственный надзор за безопасностью полетов гражданских авиационных воздушных судов,
- осуществляет надзор за соблюдением законодательства, международных стандартов в сфере гражданской авиации
- представляет предложения Министерству в области обеспечения пригодности воздушного парка к полётам
- обеспечивает сертификацию субъектов гражданской авиации, авиационной техники и оборудования
- осуществляет контроль за соблюдением требований обязательных сертификатов субъектами авиационного рынка
- осуществляет расследование авиационных происшествий совместно с уполномоченными органами
- осуществляет информирование и принимает иные меры с целью недопущения возникновения авиационных происшествий
- подготавливает нормативно-правовые акты по использованию воздушного пространства, правила использования воздушного пространства воздушными судами,
- ведет реестр гражданских воздушных судов, сертифицированного авиационного персонала, сертифицированных аэродромов, и субъектов гражданской авиации
- осуществляет государственную регистрацию гражданских воздушных судов, выдаёт соответствующие свидетельства, удостоверения
- определяет сертифицированные авиакомпании, утверждает маршруты полётов, выдаёт разрешения на использование этих маршрутов
- выдаёт разрешения на использование иностранными воздушными судами воздушного пространства АР, аэропортов АР (для регулярных и чартерных рейсов)
- проводит ревизионные инспекции деятельности субъектов гражданской авиации, в том числе иностранных воздушных бортов, принимает меры к устранению выявленных нарушений
- обеспечивает исполнение международных договоров в сфере гражданской авиации
- наблюдение за безопасностью и защитой окружающей среды от выбросов, вызванных гражданской авиацией,
- осуществление регулирующих норм в сфере авиации, принимая участие в сотрудничестве с соответствующими международными организациями, а также авиационными учреждениями иностранных стран,
- осуществление необходимой сертификации всех предприятий гражданской авиации в стране согласно государственным и международным стандартам и требованиям,
- предоставление разрешений для воздушных судов гражданской авиации других государств для регулярных, а также чартерных операций в пределах территории страны,
- осуществление надзора над предприятиями гражданской авиации,
- продвижение конкуренции на рынке авиаперевозок,
- осуществление исследований происшествий в сфере гражданской авиации,
- предоставление предложений для Кабинета министров Азербайджана по строительству, открытия или закрытия аэропортов и воздушного движения в стране.

Агентство также ведёт активную работу по предотвращению незаконных операций воздушного транспорта на территории страны.

### Основные задачи Агентства
Положением о Государственном Агентстве Гражданской Авиации Азербайджанской Республики устанавливает основные задачи, поставленные перед агентством. К ним относятся:
- осуществлять нормативное регулирование в сфере гражданской авиации;
- обеспечивать реализацию государственных программ в соответствующей сфере;
- регулировать деятельности других гражданских авиационных органов, существующих в стране;
- вести переговоры и подписывать международные договоры, а также осуществлять данные международные договоры;
- гарантировать научно-техническое достижение в сфере гражданской авиации;
- гарантировать рациональное использование бюджетных средств, выделенных на гражданскую авиацию
- гарантировать информирование населения о деятельности администрации;
- рассматривать жалобы и заявления, связанные с деятельностью агентства и принимать определенные меры;
- участвовать в разработке концепции политики государства в сфере безопасности в гражданской авиации;
- исследовать финансовое и экономическое состояние предметов гражданской авиации;
- принимать определенные меры по повышению эффективности гражданских авиационных субъектов;
- оказывать информационные, аэронавигационные, метеорологические и телекоммуникационные услуги в воздушном пространстве страны;
- вести государственный реестр местных воздушных судов, субъектов гражданской авиации, авиационного персонала, аэродромов;
- разрабатывать тарифы и сборы в сфере международных перевозок
- в случае ЧС осуществлять мобилизационную подготовку в гражданских авиационных  учреждениях и т. д.